# Nektar++
Nektar++ è un codice open-source che utilizza elementi spettrali di ordine arbitrario (continui o discontinui) per risolvere un'ampia gamma di equazioni alle derivate parziali (EDP). Il codice comprende solutori per equazioni di Navier-Stokes comprimibili ed incomprimibili, equazioni di advezione-diffusione-trasporto ed cardio-elettrofisiologia. Nektar++ supporta la costruzione di efficienti solutori paralleli con il principale obiettivo di consentire agli utilizzatori buone prestazioni su piattaforme HPC. Il codice è scritto in C++ e sfrutta estensivamente la programmazione ad oggetti. Nektar++ è attivamente sviluppato da SherwinLab all'Imperial College London (UK) e dal  Kirby's group alla Utah university (US).

## Funzionalità
Nektar++ ha le seguenti funzionalità:
- Altamente parallelo;
- Supporto per problemi 1D, 2D e 3D;
- Mesh di alto ordine per geometrie 1D, 2D e 3D;
- Strumenti per la creazione o conversione di mesh in un formato leggibile da Nektar++;
- Vari strumenti per il post-processing delle simulazioni e per la manipolazione dei dati;
- Elementi triangolari, quadrilateri in 2D oppure tetraedri, prismi ed esaedri in 3D. Inoltre supporta mesh ibride formati da elementi di diverso tipo;
- Espansioni polinomiali di tipo modale e nodale;
- Operatori di tipo continuous Galerkin, discontinuous Galerkin e flux reconstruction;
- Multi-piattaforma - Linux, Mac OS X e Windows;
- Supporto per simulazioni su piattaforme di [cloud computing] grazie al progetto libhpc[2];
- Ampia comunità di utilizzatori e supporto utilizzatori.

Versioni stabili del codice sono fornite in media ogni 6 mesi e l'intero framework è supportato da un'ampia piattaforma di test che garantisce che le nuove versioni del codice non interferiscano con funzionalità esistenti.

## Codici alternativi

### Codici free e open-source
- Advanced Simulation Library (AGPL)
- Code Saturne (GPL)
- FEATool
- Gerris Flow Solver (GPL)
- OpenFOAM (GPL)
- SU2 code (LGPL)

### Codici proprietari
- ADINA CFD
- ANSYS CFX
- ANSYS Fluent
- Pumplinx
- STAR-CCM+
- KIVA (software)
- RELAP5-3D